# 科羅利基
51°18′57″N 33°49′3″E / 51.31583°N 33.81750°E
科羅利基（烏克蘭語：Корольки）是位於烏克蘭東北部的村莊，由蘇梅州科諾托普區的普蒂夫利市鎮負責管轄。該村處於謝伊姆河左岸，距離斯庫諾索韋和扎里奇內1公里，海拔高度129米，2001年人口13。